# Disney Studios Australia
A Disney Studios Australia, korábbi nevén Fox Studios Australia nagy filmstúdiókomplexum Sydneyben, Ausztráliában, a korábbi Sydney Showground helyén, a Moore Parknál.
Mióta 1998 májusában megnyílt, egy sor nemzetközi kasszasikert hozó filmet forgattak itt, például a következőket: Mátrix, Moulin Rouge!, Mission Impossible II, Csillagok háborúja II: A klónok támadása, Csillagok háborúja III: A Sith-ek bosszúja és a Superman visszatér.

## Szolgáltatásai
A Sydney városközpontjától tíz percre elhelyezkedő, 132 ezer négyzetméteres komplexum nyolc stúdióval, kiszolgáló irodákkal, műhelyekkel, több, mint 60 szolgáltató céggel, éttermekkel, kávézókkal, bevásárló központtal, parkokkal, szórakoztató- és sportegységekkel rendelkezik.

### Stúdiói
- 1-es stúdió (3535 négyzetméter, 86x41,1 méter, 20 méteres belmagasság)
- 2-es stúdió (3007 négyzetméter, 64,4x46,7x14,7 m)
- 3-as stúdió (1324 négyzetméter, 40x33x11,7 m)
- 4-es stúdió (751 négyzetméter, 33,1x22,7x9,7 m)
- 5-ös stúdió (935 négyzetméter, 35,3x26,5x9,7 m)
- 6-os stúdió (745 négyzetméter, 28,1x26,5x9,7 m)
- 7-es stúdió (3400 négyzetméter, 86x45x20 m)
- 8-as stúdió (színházépület, 725 négyzetméteres hasznosítható területtel)

## Tulajdonosa
A stúdiók tulajdonosa a News Corporation nevű médiabirodalom, amely 99 évre lízingeli New South Wales kormányától.

## Itt forgatott filmek (válogatás)
- Dark City – 1996-1997
- Babe – Kismalac A Nagyvárosban (Babe: Pig in the City)- 1998
- Mátrix – 1998
- Csillagközi szökevények (Farscpace) – Első szezon – 1999 (TV)
- Mission: Impossible 2. – 1999
- Szentek és álszentek ( Holy Smoke) – 1999
- Moulin Rouge! – 1999-2000
- La Spagnola – 2000
- Csillagok háborúja II: A klónok támadása – 2000
- Kenguru Jack (Kangaroo Jack) – 2001
- A csendes amerikai (The Quiet American) – 2001
- Mátrix – Újratöltve (The Matrix Reloaded) – 2001-2002
- Mátrix – Forradalmak (The Matrix Revolutions) – 2001-2002
- Kritikus tömeg (The Night We Called It a Day) – 2002
- Natalie Wood rejtélyes élete (The Mystery of Natalie Wood aka Looking for Natalie Wood) – 2003
- Csillagok háborúja III: A Sith-ek bosszúja – 2003-2005
- Mask 2: A Maszk fia (Son of the Mask) – 2004
- Lopakodó (Stealth) – 2004
- Superman visszatér – 2005

## Külső hivatkozások
- Fox Studios Australia
- The Entertainment Quarter